# Mauretanien (antikken)
 For alternative betydninger, se Mauretanien (flertydig). (Se også artikler, som begynder med Mauretanien)
Mauretanien var et kongedømme og en gammel betegnelse for den vestlige romerske provins Africa. Mauretanien blev opkaldt efter maurerne, der beboede området. Maurerne var et folk i berberfamilien. Mauretanien kom under romersk herredømme omkring 50 f.Kr. Mauretanien dækkede hele Marokkos, Algeriets og Tunesiens middelshavskyst. Siden blev kongedømmet opdelt i to provinser: Mauretania Tingitana, opkaldt efter hovedstaden Tingis (Tanger), dækkende det nuværende Marokko og Mauretania Caesariensis, dækkende det nuværende vestlige og centrale Algeriet til Kabylien.
Den romerske kejser Macrinus kom fra Mauretanien.
32°03′36″N 6°35′30″V / 32.06°N 6.591797°V